# Адай

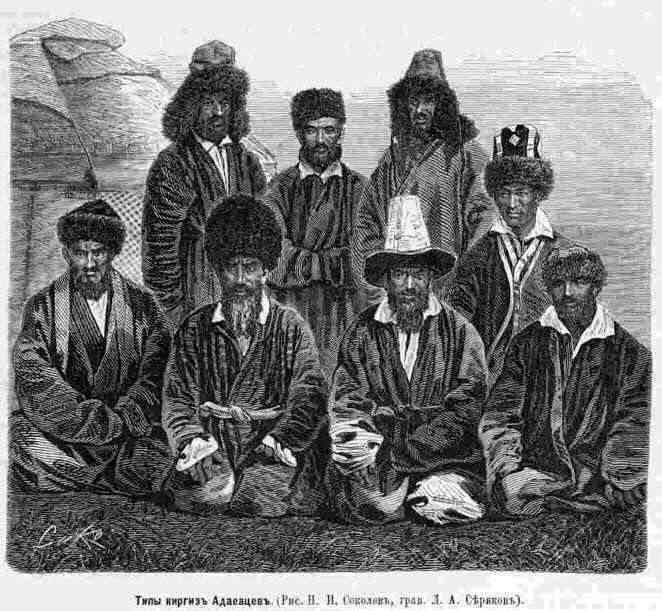
Адайцы

Адай, адайцы, адаевцы (каз. Адай руы, Адайлар) — один из 18 родов крупного казахского племени Алшын, берет свое историческое начало от родоплеменного образования Байулы. В Мангыстау находятся множество святых захоронений (каз. «әулие») и исторических памятников рода Адай. Самым известным из них считается Некрополь Бекет-Ата на горе Огланды.

## История
Адай-ата считается родоначальником рода. По преданию, он жил в XV веке, в его честь воздвигнут историко-культурный комплекс Отпан-тау.
На землях Мангистау появились особые приемы исполнения кюев, передававшиеся из поколения в поколение, которые получили название «мангистауской школы» исполнения на домбре. Адайские мотивы отличают глубокое раздумье и лиризм, а их исполнительская манера, проникнутая искренностью, захватывает слушателей. За все эти века был накоплен огромный репертуар, который включает кюи, жыр, толгау и терме таких авторов как Абыл, Есир, Естай, Есбай, Кулшар, Кашаган, Нурым, Мурат Монкеулы, Калнияз, Саулебай, Арал, Саттигул, Мурын-жырау, Ускенбай, Мурат, Сугур Бегендикулы и т. д. Великий казахский композитор Курмангазы сочинил под их творческим влиянием известный кюй «Адай» Архивная копия от 5 апреля 2020 на Wayback Machine.
Одним из ярких примеров культурного наследия в этом репертуаре является эпос «Сорок богатырей Крыма», историко-поэтическая летопись XIV–XVII веков о народах, населявших территорию от Крымского полуострова до Алтайских гор. Эпос, входящий в состав избранных мировых произведений, был записан в 1942 году со слов Мурын-жырау, который был приглашен для этого в Алма-Ату. Известно, что над текстом эпоса работали известные историки-литературоведы Е. Исмайылов, М. Хакимжанова, М. Габдуллин. Отрывки эпоса, записанные от Мурын-жырау Сенгирбекулы, являются ценным духовным наследием всех тюрков, и возможно, одним из самых ранних памятников казахского языка.
В роду было множество известных батыров и военачальников. Например, Ер Косай (каз. Ер Қосай) был известным военачальником и старейшиной, также он был внуком Адай-Ата. Шогы батыр был одним из ближайших соратников Абулхаир хана, который был связан с адайцами через Бопай Ханым, мать ханов Младшего Жуза. Участвовал в войне против джунгар, в освобождении от врага и обороне Туркестана, Ордабасы и Саурана. При обороне города Сауран Шогы Муналулы (қаз. Шоғы Мұңалұлы) был тяжело ранен и через несколько дней скончался, защищая родные земли от врага. После смерти, по велению Абулхаир хана Шогы батыр был похоронен в мавзолее Ходжи Ахмета Яссауи (қаз. Қожа Ахмет Йассауи) — такой чести удостаивались лучшие из лучших представителей казахского народа.
В некрополе Сейсем-ата есть мазар Шотан-батыра, который родился в 1705 году у подножия Алатау в семье Назар бия, соратника Айтеке-бия. Он был храбр и смел, как барс, и в народе его называли «Ер Шотан с сердцем барса». Он упоминается в школьных учебниках, как соратник Абулхаир-хана. Шотан Назарулы был сардаром регулярных войск хана Младшего жуза, воевал против Хивинского ханства во времена заселения Мангистау. Также в этом некрополе похоронен Суюнгара батыр, который контролировал окрестности Бузачи и был тоже известен в войне с хивинцами. В связи с заселением Мангистау адайцами следует сказать о видном казахском военачальнике рубежа XVII—XVIII веков Есек мергене, который в записках русских послов Ф. Скибина и М. Трошина (1696 год отмечен как главный сардар Тауке-хана. Предполагают, что Есек мерген жил в 1660–1740 годы и был из рода Адай-Косай (Кудайке). По преданиям он был похоронен в Мангистау Шотан батыром после переезда. Вот такая запись о нем была найдена в записках вышеупомянутых послов:

«1694 год, 4-е апреля 1696 год, июль. — Статейный список пребывания в Казахской Орде Федора Скибина и Матвея Трошина, посланных из Тобольска для переговоров с Тауке ханом. Да в 7203 (1) году, июня в 2 день, пошел из Тургустану (2) войною в трех стах Казачьи Орды владелец Ишак мерген (прим. Есек мерген), с татары… И тот вышеписанной Ишак мерген с воинскими своими людми в Тургустан (прим. Туркестан) при мне не бывали и куды пошли, про то я не слыхал же. А в нынешным в 204 году, октября в 8 день, вышеписанные татаре привезли в Казачью Орду в город Тургустан тоболского сына боярского Дмитрея Суздалцова связана, и водя по торгу продают. Санкт-Петербургское отделение Архива Российской Академии наук. Список Тобольской архивы. Часть 4. Дело 14».

## Территория расселения
Современные адайцы компактно проживают в Мангыстауской области Казахстана, а также в Атырауской, Актюбинской, Туркестанской, Алматинской и в других областях страны. Имеются крупные диаспоры в Балканском и Дашогузском велаяте Туркмении, в Каракалпакстане, на севере Ирана и в Астраханской области России

## Материальная культура
В Мангистауской области находятся уникальные археологические памятники, наскальные рисунки, удивительные сооружения и мечети, куда  идут паломники не только из Казахстана, но и из соседних стран. Творчество народных зодчих, архитектурное искусство Мангистау достигло своего зенита в XIX веке, воплотив в себя весь опыт мастеров. Этим периодом датируются интересные по оформлению мавзолеи и некрополи.
Адаевская лошадь (каз. Адай жылқысы) — это разновидность казахской породы лошадей. Копыта этой лошади приспособлены к местной каменистой почве. Она отличается большой выносливостью — способностью обходиться несколько суток без воды и питаться самой жесткой травой. Лошади адайской породы очень выносливые, не требуют особого ухода. Как говорят специалисты, на марафонских дистанциях у этих скакунов открывается второе дыхание, поэтому они легко преодолевают 80-120 км. Под седлом и вьюком эта лошадь чрезвычайно вынослива и неутомима, способна проходить в день, питаясь только пастбищным кормом, 80-90 км. Так, в 1948 году несколько адайских лошадей под всадниками за сутки прошли 298 км, а в 1956 году адайская лошадь совершила рекорд, за сутки проскакав 354 километра. Максимальная скорость, зафиксированная учеными — 24,5 км/ч.

## Генетика
Байулы наряду с Алимулы представляют собой одно из двух крупных родоплеменных групп в составе племени Алшын. Рядом авторов аргументирована точка зрения о тождестве алшынов и алчи-татар, живших на территории современной Монголии до XIII в. Согласно шежире, приводимому Ж. М. Сабитовым, все алшынские роды в составе байулы и алимулы происходят от Алау из племени алшын, жившего в XIV в. во времена Золотоордынского хана Джанибека.
Судя по гаплогруппе C2-M48, прямой предок алшынов по мужской линии происходит родом с Восточной Азии (близка калмыкам и найманам рода сарыжомарт), но не является близким нирун-монголам (субклад С2-starcluster). Генетически племенам алимулы и байулы из народов Центральной Азии наиболее близки баяты, проживающие в аймаке Увс на северо-западе Монголии. Генетическое исследование собственно адайцев провёл Ж. М. Сабитов. Согласно его исследованиям, адайцы по прямой мужской линии совпадают с другими Алшынами (байулы и алимулы).
Существует версия отождествления Адая с Адай-ханом, потомком Угэдэя, который правил в Монголии в 1425—1438 гг. Кроме этого исследователями были высказаны следующие версии происхождения: дайская (дахи, индо-иранская), гаогюйская, меркитская, аргынская.

## Известные представители
Актан Керейулы — казахский акын.
Амангельды Молдагазыевич Тулеев — российский государственный и политический деятель. Трижды — в 1991, 1996 и 2000 — баллотировался на пост президента России.
Аралбай Онгарбекулы — казахский акын
Атагозы Айткулулы — казахский батыр.
Иса Тленбаев — казахский батыр и акын, бий, один из лидеров Адаевского восстания 1870 года.
Калнияз Шопыкулы — казахский жырау, кюйши.
Кашаган Куржиманулы — казахский акын, жырау.
Кобеев Оспан — российский политический деятель, подполковник Российской армии.
Курамыс Ермеков — доктор философских наук (1992), профессор (1994), академик Академии социальных наук.
Адиль Нурманов -заслуженый первооткрыватель КазССР и РК нефти на Мангыстау.

### Политики Республики Казахстан
Абиш Кекильбайулы
Бактыкожа Салахатдинович Измухамбетов
Ерлан Тынымбайулы Карин
Жанбыршин Едил Терекбайулы
Кайыржан Изтелеуович Алиев
Ляззат Кетебаевич Киинов
Серикбай Утелгенович Трумов
Саин Надирович Шапагатов
Самат Базарбаевич Мусабаев